# Ronde van Luxemburg 2011
De Ronde van Luxemburg 2011 (Luxemburgs: Tour de Luxembourg 2011) werd verreden van 1 juni tot en met 5 juni in Luxemburg. Het was de 71ste editie van deze rittenkoers. Deze editie deed voor het eerst twee nieuwe aankomstplaatsen aan: Bascharage en Roost (Bissen).

## Etappe-overzicht
| etappe  | datum  | start       | finish         | afstand  | type      | winnaar           |
| ------- | ------ | ----------- | -------------- | -------- | --------- | ----------------- |
| Proloog | 1 juni | Luxemburg   | Luxemburg      | 2,7 km   | Proloog   | Fabian Cancellara |
| 1e      | 2 juni | Luxemburg   | Bascharage     | 192,8 km | Heuvelrit | Denis Galimzjanov |
| 2e      | 3 juni | Schifflange | Differdange    | 200,7 km | Heuvelrit | Linus Gerdemann   |
| 3e      | 4 juni | Eschweiler  | Roost (Bissen) | 185,0 km | Heuvelrit | Davide Appollonio |
| 4e      | 5 juni | Mersch      | Luxemburg      | 152,1 km | Heuvelrit | Romain Feillu     |

## Startlijst
| Vacansoleil Joost van Leijen Stijn Devolder Romain Feillu Martijn Keizer Björn Leukemans Jens Mouris Wout Poels Borut Božič | Française des Jeux Steve Chainel Mickaël Delage Anthony Geslin Gianni Meersman Matthieu Ladagnous Anthony Roux Geoffrey Soupe Arthur Vichot | SAUR - Sojasun Jimmy Casper Jimmy Engoulvent Jérémie Galland Arnaud Coyot Anthony Delaplace Laurent Mangel Jean Marc Marino Paul Poux | Leopard Trek Fränk Schleck Fabian Cancellara Linus Gerdemann Maxime Monfort Martin Mortensen Stuart O’Grady Jens Voigt Jakob Fuglsang |

| Team Europcar Franck Bouyer Anthony Charteau Mathieu Claude Damien Gaudin Yohann Gène Saïd Haddou Sébastien Turgot David Veilleux | Liquigas-Cannondale Maciej Bodnar Damiano Caruso Davide Cimolai Alan Marangoni Jacopo Guarnieri Dominik Nerz Daniel Oss Elia Viviani | Team Radioshack Sam Bewley Robert Hunter Andreas Klöden Michał Kwiatkowski Nélson Oliveira Grégory Rast Sébastien Rosseler Jesse Sergent | Cofidis Yoann Bagot Rémi Cusin Julien El Fares Tony Gallopin Jens Keukeleire Arnaud Labbe Aleksejs Saramotins Romain Zingle |

| Geox-TMC Matthias Brändle Arkaitz Durán Aroca Fabio Felline David Gutiérrez Gutiérrez Noe Gianetti Juan José Cobo Acebo Marco Corti | Team Sky Kurt-Asle Arvesen Alex Dowsett Chris Froome Mathew Hayman Greg Henderson Jeremy Hunt Davide Appollonio Ian Stannard | Landbouwkrediet Bert De Waele Baptiste Planckaert Joeri Stallaert Sébastien Delfosse Dirk Bellemakers Sven Vanthourenhout Geert Verheyen Bert Scheirlinckx | Verandas Willems-Accent Jempy Drucker Staf Scheirlinckx Thomas Degand Jurgen Van Goolen Grégory Habeaux Jaco Venter Steven Caethoven Bram Schmitz |

| Team Katusha Arkimedes Arguelyes Rodriges Denis Galimzjanov Vladimir Isajtsjev Artjom Ovetsjkin Aleksandr Porsev Nikolaj Troesov Stijn Vandenbergh Maxime Vantomme | Team Differdange Gediminas Kaupas Cyrille Heymans Vytautas Kaupas Morten Knudsen Rudy Lesschaeve Jonas Ljungblad Christian Poos Nico Schneider | Topsport Vlaanderen Michael Van Staeyen Laurens De Vreese Pieter Vanspeybrouck Steven van Vooren Grégory Joseph Jarl Salomein Pieter Jacobs Johan Coenen | Skil-Shimano Mitchell Docker Thomas Damuseau Simon Geschke Yann Huguet Matthieu Sprick Thierry Hupond Johannes Fröhlinger Alexandre Geniez |

| Andalucía-Caja Granada Eloy Ruiz Manuel Ortega Antonio Piedra Jesús Rosendo Adrián Palomares Javier Ramirez Juan José Lobato Antonio Cabello |

## Etappe-uitslagen

### Proloog
| Proloog Luxemburg – Luxemburg (2.6 km) |                   |                   |       |
| Plaats                                 | Naam              | Ploeg             | Tijd  |
| Winnaar                                | Fabian Cancellara | Team Leopard-Trek | 3'42" |
| 2                                      | Damien Gaudin     | Europcar          | + 5"  |
| 3                                      | Jimmy Engoulvent  | Saur Sojasun      | + 8"  |
| 4                                      | Romain Feillu     | Vacansoleil-DCM   | + 11" |
| 5                                      | Mathew Hayman     | Team Sky          | + 11" |
|                                        |                   |                   |       |
| 13                                     | Joost van Leijen  | Vacansoleil-DCM   | + 15" |
| 26                                     | Gianni Meersman   | Team Radioshack   | + 18" |

| Tussenstand |                   |                   |       |
| Plaats      | Naam              | Ploeg             | Tijd  |
| Gele trui   | Fabian Cancellara | Team Leopard-Trek | 3'42" |
| 2           | Damien Gaudin     | Europcar          | + 5"  |
| 3           | Jimmy Engoulvent  | Saur Sojasun      | + 8"  |
| 4           | Romain Feillu     | Vacansoleil-DCM   | + 11" |
| 5           | Mathew Hayman     | Team Sky          | + 11" |
|             |                   |                   |       |
| 13          | Joost van Leijen  | Vacansoleil-DCM   | + 15" |
| 26          | Gianni Meersman   | Team Radioshack   | + 18" |

### 1e etappe
| Luxemburg – Bascharage (192.8 km) |                     |                        |          |
| Plaats                            | Naam                | Ploeg                  | Tijd     |
| Winnaar                           | Denis Galimzjanov   | Team Katjoesja         | 4u48'32" |
| 2                                 | Gregory Henderson   | Team Sky               | z.t.     |
| 3                                 | Davide Appollonio   | Team Sky               | z.t.     |
| 4                                 | Mathew Hayman       | Team Sky               | + 3"     |
| 5                                 | Jacopo Guarnieri    | Liquigas - Cannondale  | + 3"     |
|                                   |                     |                        |          |
| 8                                 | Michael Van Staeyen | Topsport Vlaanderen-M. | + 3"     |
| 26                                | Dirk Bellemakers    | Landbouwkrediet        | + 3"     |

| Tussenstand |                   |                   |          |
| Plaats      | Naam              | Ploeg             | Tijd     |
| Gele trui   | Fabian Cancellara | Team Leopard-Trek | 4u52'17" |
| 2           | Damien Gaudin     | Europcar          | + 5"     |
| 3           | Jimmy Engoulvent  | Saur Sojasun      | + 8"     |
| 4           | Romain Feillu     | Vacansoleil-DCM   | + 11"    |
| 5           | Mathew Hayman     | Team Sky          | + 11"    |
|             |                   |                   |          |
| 12          | Joost van Leijen  | Vacansoleil-DCM   | + 15"    |
| 26          | Gianni Meersman   | Team Leopard-Trek | + 18"    |

### 2e etappe
| Schifflange – Differdange (200.7 km) |                  |                       |          |
| Plaats                               | Naam             | Ploeg                 | Tijd     |
| Winnaar                              | Linus Gerdemann  | Team Leopard-Trek     | 5u16'19" |
| 2                                    | Arthur Vichot    | La Française des Jeux | + 9"     |
| 3                                    | Jérémy Galland   | Saur-Sojasun          | + 9"     |
| 4                                    | Mickaël Delage   | La Française des Jeux | + 9"     |
| 5                                    | Tony Gallopin    | Team Sky              | + 9"     |
|                                      |                  |                       |          |
| 8                                    | Björn Leukemans  | Vacansoleil-DCM       | + 0'09"  |
| 22                                   | Joost van Leijen | Vacansoleil-DCM       | +1'58"   |

| Tussenstand |                  |                       |           |
| Plaats      | Naam             | Ploeg                 | Tijd      |
| Gele trui   | Linus Gerdemann  | Team Leopard-Trek     | 10u08'55" |
| 2           | Alexandre Geniez | Skil-Shimano          | + 2"      |
| 3           | Tony Gallopin    | Cofidis               | + 3"      |
| 4           | Maxime Monfort   | Team Leopard-Trek     | + 5"      |
| 5           | Mickaël Delage   | La Française des Jeux | + 8"      |
|             |                  |                       |           |
| 22          | Joost van Leijen | Vacansoleil-DCM       | + 1'51"   |

### 3e etappe
| Eschweiler – Roost (Bissen) (186 km) |                      |                        |          |
| Plaats                               | Naam                 | Ploeg                  | Tijd     |
| Winnaar                              | Davide Appollonio    | Team Sky               | 4u44'31" |
| 2                                    | Denis Galimzjanov    | Team Katusha           | + 1"     |
| 3                                    | Mickaël Delage       | La Française des Jeux  | + 1"     |
| 4                                    | Romain Feillu        | Vacansoleil-DCM        | + 1"     |
| 5                                    | Pieter Vanspeybrouck | Topsport Vlaanderen-M. | + 1"     |
|                                      |                      |                        |          |
| 40                                   | Dirk Bellemakers     | Landbouwkrediet        | + 1"     |

| Tussenstand |                  |                       |           |
| Plaats      | Naam             | Ploeg                 | Tijd      |
| Gele trui   | Linus Gerdemann  | Team Leopard-Trek     | 14u53'26" |
| 2           | Alexandre Geniez | Skil-Shimano          | + 2"      |
| 3           | Tony Gallopin    | Cofidis               | + 3"      |
| 4           | Maxime Monfort   | Team Leopard-Trek     | + 5"      |
| 5           | Mickaël Delage   | La Française des Jeux | + 8"      |
|             |                  |                       |           |
| 21          | Joost van Leijen | Vacansoleil-DCM       | + 1'51"   |

### 4e etappe
| Mersch – Luxemburg (152.1 km) |                      |                        |          |
| Plaats                        | Naam                 | Ploeg                  | Tijd     |
| Winnaar                       | Romain Feillu        | Vacansoleil-DCM        | 3u42'06" |
| 2                             | Fränk Schleck        | Team Leopard-Trek      | z.t.     |
| 3                             | Pieter Vanspeybrouck | Topsport Vlaanderen-M. | z.t.     |
| 4                             | Tony Gallopin        | Cofidis                | z.t.     |
| 5                             | Davide Appollonio    | Team Sky               | z.t.     |
|                               |                      |                        |          |
| 15                            | Dirk Bellemakers     | Landbouwkrediet        | z.t.     |

| Tussenstand |                  |                       |           |
| Plaats      | Naam             | Ploeg                 | Tijd      |
| Gele trui   | Linus Gerdemann  | Team Leopard-Trek     | 18u35'32" |
| 2           | Alexandre Geniez | Skil-Shimano          | + 2"      |
| 3           | Tony Gallopin    | Cofidis               | + 3"      |
| 4           | Maxime Monfort   | Team Leopard-Trek     | + 5"      |
| 5           | Mickaël Delage   | La Française des Jeux | + 8"      |
|             |                  |                       |           |
| 19          | Dirk Bellemakers | Landbouwkrediet       | + 1'51"   |

## Eindklassementen
| Plaats    | Naam              | Ploeg                    | Tijd      |
| --------- | ----------------- | ------------------------ | --------- |
| Gele trui | Linus Gerdemann   | Team Leopard-Trek        | 18u35'32" |
| 2         | Alexandre Geniez  | Argos-Shimano            | +00' 02"  |
| 3         | Tony Gallopin     | Cofidis                  | +00' 03"  |
| 4         | Maxime Monfort    | Team Leopard-Trek        | +00' 05"  |
| 5         | Mickaël Delage    | La Française des Jeux    | +00' 08"  |
| 6         | Jérémy Galland    | Saur Sojasun             | +00' 10"  |
| 7         | Jurgen Van Goolen | Veranda's Willems-Accent | +00' 11"  |
| 8         | Julien El Fares   | Cofidis                  | z.t.      |
| 9         | Björn Leukemans   | Vacansoleil-DCM          | +00' 12"  |
| 10        | Alan Marangoni    | Liquigas-Cannondale      | +00' 13"  |
|           |                   |                          |           |
| 19        | Dirk Bellemakers  | Landbouwkrediet          | +01' 51"  |

| Plaats      | Naam                 | Ploeg                  | Punten |
| ----------- | -------------------- | ---------------------- | ------ |
| Blauwe trui | Davide Appollonio    | Team Sky               | 42     |
| 2           | Denis Galimzjanov    | Team Katjoesja         | 36     |
| 3           | Romain Feillu        | Vacansoleil-DCM        | 31     |
|             |                      |                        |        |
| 7           | Pieter Vanspeybrouck | Topsport Vlaanderen-M. | 22     |

| Plaats      | Naam                | Ploeg                 | Punten |
| ----------- | ------------------- | --------------------- | ------ |
| Groene trui | Christian Poos      | CT Differdange        | 40     |
| 2           | Johannes Fröhlinger | Argos-Shimano         | 32     |
| 3           | Anthony Geslin      | La Française des Jeux | 17     |
|             |                     |                       |        |
| 7           | Martijn Keizer      | Vacansoleil-DCM       | 10     |
| 9           | Sébastien Delfosse  | Landbouwkrediet       | 7      |

| Plaats     | Naam             | Ploeg                 | Tijd      |
| ---------- | ---------------- | --------------------- | --------- |
| Witte trui | Alexandre Geniez | Argos-Shimano         | 18u35'34" |
| 2          | Tony Gallopin    | Cofidis               | +00' 01"  |
| 3          | Arthur Vichot    | La Française des Jeux | +00' 12"  |
|            |                  |                       |           |
| 5          | Romain Zingle    | Cofidis               | +00' 58"  |
| 21         | Wout Poels       | Vacansoleil-DCM       | +04' 36"  |

| Plaats | Ploeg              | Tijd      |
| ------ | ------------------ | --------- |
|        | Cofidis            | 55u47'36" |
| 2      | Française des Jeux | +00' 06"  |
| 3      | Team Leopard-Trek  | +00' 31"  |

1935 · 
1936 · 
1937 · 
1938 · 
1939 · 
1940 · 
1941 · 
1942 · 
1943 · 
1944 · 
1945 · 
1946 · 
1947 · 
1948 · 
1949 · 
1950 · 
1951 · 
1952 · 
1953 · 
1954 · 
1955 · 
1956 · 
1957 · 
1958 · 
1959 · 
1960 · 
1961 · 
1962 · 
1963 · 
1964 · 
1965 · 
1966 · 
1967 · 
1968 · 
1969 · 
1970 · 
1971 · 
1972 · 
1973 · 
1974 · 
1975 · 
1976 · 
1977 · 
1978 · 
1979 · 
1980 · 
1981 · 
1982 · 
1983 · 
1984 · 
1985 · 
1986 · 
1987 · 
1988 · 
1989 · 
1990 · 
1991 · 
1992 · 
1993 · 
1994 · 
1995 · 
1996 · 
1997 · 
1998 · 
1999 · 
2000 · 
2001 · 
2002 · 
2003 · 
2004 · 
2005 · 
2006 · 
2007 · 
2008 · 
2009 · 
2010 · 
2011 · 
2012 · 
2013 · 
2014 ·
2015 ·
2016 ·
2017 ·
2018 ·
2019 ·
2020 ·
2021 · 2022 · 2023 · 2024